# Xyris kradungensis
Xyris kradungensis là một loài thực vật hạt kín trong họ Hoàng đầu. Loài này được B.Hansen miêu tả khoa học đầu tiên năm 1979.